# Baile en capitanía
Baile en capitanía es una obra de teatro en cuatro actos del dramaturgo español Agustín de Foxá. Fue estrenada en 1944.

## Argumento
Con un prólogo situado en 1936, la acción pronto se retrotrae al Aranjuez de los años previos a la tercera guerra carlista. Doña Esperanza, con dos jóvenes hijas, Elvira y Eugenia de Urbina, aspira a un buen matrimonio para ambas. De hecho, a esta última se la destina a casarse con el adinerado (y anciano) Don Anselmo, en contra de su propia voluntad, ya que Eugenia de quien realmente está enamorada es de Don Luis, un joven y apuesto capitán de húsares.

## Representaciones destacadas
Se estrenó en el Teatro Español de Madrid el 22 de abril de 1944, con un elenco de hasta 60 intérpretes, entre los cuales estaban Mercedes Prendes (Eugenia), Porfiria Sanchiz (Elvira), Alfonso Muñoz (Don Anselmo), José María Seoane (Don Luis), Julia Delgado Caro (Doña Esperanza), Matilde Muñoz Sampedro, Conrado San Martín, Rosita Yarza, Carmen Bernardos y Selica Torcal. Fue dirigida por Cayetano Luca de Tena, con decorados de Emilio Burgos.
En 1960 se estrenó como zarzuela con música de Federico Moreno Torroba y libreto de Guillermo Fernández-Shaw.
Hay una adaptación de la pieza de teatro hecha por Gustavo Pérez Puig para televisión, y fue emitida en el espacio Estudio 1, de TVE, el 28 de dic. de 1966, con presentación de José María Rincón, con dirección del adaptador, y con este reparto: Manuel Galiana (Javier), Julieta Serrano (Elvira), Verónica Luján y María Luisa Merlo (Eugenia), José Cerro (Andrés), Juana Azorín (la Vendedora), Tina Sainz (Lorenza), Félix Navarro (José), Eduardo Moreno (Don Nicolás), María Russ (la Condesa), Paloma Hurtado (Ángeles), Modesto Blanch (Don Ramón), Anastasio Campoy (el Ingeniero), Juan Lizárraga (el Poeta), Carmen Guardón (Doña Gertrudis), Conchita Rabal (Rosa), Carlos Lemos (Don Anselmo), Luchi Soto (Doña Esperanza), Edda de los Ríos (Elvira), Conchita Paredes (Paquita), José María Celdrán (Don Leandro), Jaime Segura (un Capitán), José Luis Fernández (el Oficial 1º), Francisco Marsó (el Oficial 2º), Enrique Vivó (el Alcalde), Fernando Guillén (Don Luis de Córdova), Roberto Llamas (el Postillón), Jesús Enguita (el Criado), Julio Arroyo (el Ventero), Julio Goróstegui (el Padre Eulogio), Francisco Matallanos (el Padre Luis), José Blanch (Don Romualdo), Rogelio Madrid (el Estudiante), Juana Ugena (Doña Enriqueta), José Luis Lespe (el Teniente), Francis Dumont (el Sargento), Alberto Cales (el Soldado), Nicolás Dueñas (Don Eusebio), Mariano Sanz (el Capitán Pedro), José María Escuer (Don Celso), Juan José Seoane (un Ayudante), Rafael Arcos (el Rey Don Carlos), David Areu (el Ayudante del Rey), Valentín Tornos (el General Elío), Jacinto San Emeterio (el General Mendiry), Ricardo G. Lilló (el General Rada), Asunción Villamil (Doña Pura), Pilar Biernet (Doña Nieves), Joaquín Pamplona (Don Pío), Aurora Peña (Doña Irene), Antonio Vázquez (Andrés), Manuel Dicenta (el Capitán General), Carmen Luján (la Generala), Mer Casas (Ramona), Julio Muñoz (Fermín Lascar), Manuel Arbó (el Jefe de estación), Carmen Rossi (la Mujer 1ª) y Blanca Sendino (la Mujer 2ª).